# Posiołok Centralnogo otdelenija sowchoza «Miszyno»
Posiołok Centralnogo otdelenija sowchoza «Miszyno» (ros. Посёлок Центрального отделения совхоза «Мишино») – wieś w Rosji, w rejonie michajłowskim obwodu riazańskiego. W 2010 r. liczyła 218 mieszkańców.